# Erebia buronica
Erebia buronica är en fjärilsart som beskrevs av Hospital 1948. Erebia buronica ingår i släktet Erebia och familjen praktfjärilar. Inga underarter finns listade i Catalogue of Life.